# Арзнинская ГЭС
Арзнинская ГЭС (Арзнийская ГЭС) — гидроэлектростанция на реке Раздан, вблизи армянского села Арзни. Входит в состав Севано-Разданского каскада, являясь его четвертой ступенью (расположена между Гюмушской и Канакерской ГЭС). Первый гидроагрегат ГЭС пущен в 1956 году. Мощность ГЭС — 70,6 МВт, проектная среднегодовая выработка — 300 млн.кВт·ч, фактическая в последние годы — 80 млн.кВт·ч.
Конструктивно представляет собой деривационную гидроэлектростанцию с головным водохранилищем, безнапорной деривацией и подземным зданием ГЭС. Состав сооружений ГЭС:
- головной гидроузел;
- деривация;
- напорный бассейн;
- холостой водосброс (быстроток);
- напорный трубопровод;
- здание ГЭС;
- распределительное устройство.

Головной гидроузел служит для забора воды из реки Раздан, состоит из массивной бетонной плотины с глухой водосливной частью, водоприемника с двумя отверстиями, перекрываемыми плоскими затворами и двух промывных галерей. Плотина образует небольшое водохранилище объёмом 150 тыс.м³. Водоприемник сопрягается с безнапорной деривацией длиной 8 км, проходящей вдоль берега Раздана и состоящей из двух тоннелей общей длиной 4,1 км и двух каналов общей длиной около 3,8 км с двумя акведуками. Из деривации, вода подается в напорный бассейн, оборудованный автоматическим сифонным холостым водосбросом, водовыпуском в Арзни-Шамирамский ирригационный канал и отверстием для напорного трубопровода с аванкамерой. Напорный трубопровод комбинированного типа, состоит из надземной металлической части, уравнительного резервуара, и вертикальной шахты глубиной 100 м. После шахты расположены три горизонтальные штольни (водоводы), подающие воду непосредственно к турбинам. Здание ГЭС подземного типа, расположено на глубине 100 м, соединено с поверхностью горизонтальной штольней, выходящей на склон ущелья. В здании ГЭС размещены три вертикальных радиально-осевых гидроагрегата мощностью по 23,5 МВт, работающих на расчётном напоре 118 м. Производители турбин и генераторов — австрийские отделения фирм Voith и Siemens Schukkert. Распределительное устройство также расположено в подземном помещении.
Собственник станции - ЗАО «Международная энергетическая корпорация», 90 % акций которого принадлежит группе «Ташир». Оборудование ГЭС устарело, требуется его замена и реконструкция.